# Joe Willock
Joseph George Willock (* 20. srpna 1999 Waltham Forest) je anglický profesionální fotbalista, který hraje na pozici středního záložníka za anglický fotbalový klub Newcastle United.

## Klubová kariéra

### Arsenal
Willock se připojil k akademii Arsenalu ve věku čtyři a půl roku, když hrál po boku svých starších bratrů. V prvním týmu debutoval 20. září 2017 v zápase EFL Cupu proti Doncasteru Rovers.
Willock debutoval v Premier League 15. dubna 2018 v utkání proti Newcastle United. Svůj první gól vstřelil 29. listopadu 2018 při vítězství 3:0 proti ukrajinskému klubu Vorskla Poltava v Evropské lize UEFA. 5. ledna 2019 vstřelil své první dvě branky v zápase FA Cupu proti Blackpoolu.
Dne 12. září 2019 podepsal Willock novou dlouholetou smlouvu s Arsenalem. Willock vstřelil svůj první gól na Emirates Stadium 24. září 2019; na třetí branku utkání proti Nottinghamu Forest (zápas skončil 5:0) v EFL Cupu mu přihrával Héctor Bellerín. 25. června 2020 vstřelil svůj první gól v Premier League při výhře 2 0 nad Southamptonem.

#### Newcastle United (hostování)
Dne 1. února 2021 odešel Willock na půlroční hostování do Newcastle United po zbytek sezóny 2020/21. Willock skóroval 6. února v 16. minutě svého debutového utkání proti Southamptonu. Poté, co skóroval ve třech po sobě jdoucích zápasech (všechny z lavičky) proti Tottenhamu, West Hamu a Liverpoolu, byl Willock odměněn místem v základní sestavě v utkání proti Leicesteru City. V tomto zápase dal další branku, když otevřel skóre zápasu, který skončil výhrou Newcastlu 4:2. Dne 14. května, Willock skóroval při prohře 4:3 proti Manchesteru City. 19. května skóroval ve svém šestém po sobě jdoucím ligovém zápase a stal se nejmladším hráčem v historii Premier League, kterému se to podařilo, a to ve věku 21 let a 272 dní. Překonal tím rekord, který předtím držel Romelu Lukaku. O čtyři dny později, v posledním kole sezóny, se mu znovu podařilo střelecky prosadit; vyrovnal tak rekord klubu Alana Shearera.

### Newcastle United
V srpnu 2021 přestoupil Willock do Newcastle United na trvalo, když v klubu podepsal šestiletou smlouvu. Přestupová částka byla údajně ve výši 25 milionů liber.

## Statistiky

### Klubové
K 23. květnu 2021
| Klub                     | Sezóna  | Liga           | Liga   | Liga | FA Cup | FA Cup | EFL Cup | EFL Cup | Evropské poháry | Evropské poháry | Ostatní | Ostatní | Celkem | Celkem |
| Klub                     | Sezóna  | Liga           | Zápasy | Góly | Zápasy | Góly   | Zápasy  | Góly    | Zápasy          | Góly            | Zápasy  | Góly    | Zápasy | Góly   |
| ------------------------ | ------- | -------------- | ------ | ---- | ------ | ------ | ------- | ------- | --------------- | --------------- | ------- | ------- | ------ | ------ |
| Arsenal                  | 2017/18 | Premier League | 2      | 0    | 1      | 0      | 3       | 0       | 5               | 0               | 0       | 0       | 11     | 0      |
| Arsenal                  | 2018/19 | Premier League | 2      | 0    | 1      | 2      | 0       | 0       | 3               | 1               | —       | —       | 6      | 3      |
| Arsenal                  | 2019/20 | Premier League | 29     | 1    | 5      | 0      | 2       | 2       | 8               | 2               | —       | —       | 44     | 5      |
| Arsenal                  | 2020/21 | Premier League | 7      | 0    | 1      | 0      | 3       | 0       | 5               | 3               | 1       | 0       | 17     | 3      |
| Arsenal                  | Celkem  | Celkem         | 40     | 1    | 8      | 2      | 8       | 2       | 21              | 6               | 1       | 0       | 78     | 11     |
| Newcastle United (host.) | 2020/21 | Premier League | 14     | 8    | —      | —      | —       | —       | —               | —               | —       | —       | 14     | 8      |
| Newcastle United         | 2021/22 | Premier League | 0      | 0    | 0      | 0      | 0       | 0       | —               | —               | —       | —       | 0      | 0      |
| Newcastle United         | Celkem  | Celkem         | 14     | 8    | 0      | 0      | 0       | 0       | —               | —               | —       | —       | 14     | 8      |
| Celkem                   | Celkem  | Celkem         | 54     | 9    | 8      | 2      | 8       | 2       | 21              | 6               | 1       | 0       | 92     | 19     |

## Ocenění

### Klubové

#### Arsenal
- FA Cup: 2019/20[22]
- Community Shield: 2017,[23] 2020[24]
- Evropská liga UEFA: 2018/19 (druhé místo)[25]

### Individuální
- Hráč měsíce Premier League: Květen 2021[26]